# NGC 1473
إن جي سي 1473 (بالفرنسية: NGC 1473)‏ التي يرمز لها بالرمز NGC 1473، هي مجرة، في كوكبة حية الماء.

## الاكتشاف
اكتشفت في 2 نوفمبر 1834، بواسطة جون هيرشل.